# Monte Urano (Abruzzen)
Der Monte Urano ist ein 1080 m s.l.m. hoher Berg in den Abruzzen, Italien

## Geographie
Der Berg liegt im Abruzzischen Apennin in der Provinz L’Aquila zwischen  den Gemeinden Castel di Ieri im Norden und Goriano Sicoli im Süden. Er ist die höchste Erhebung einer kleinen Bergkette, die im Norden mit dem Monte Serra beginnt und grenzt die östlich gelegene Senke von Sulmona vom westlich gelegenen Val Subequana ab. Der Monte Urano ist Teil des Regionalparks Sirente-Velino und bildet dessen südöstlichsten Punkt.
Südlich des Gipfels des Monte Urano verläuft die Provinzialstraße SP 9, die eine maximale Erhebung von 846 Meter erreicht. Der Scheitelpunkt der Straße diente bereits als Bergwertung des Giro d’Italia und wird ebenfalls als  Monte Urano bezeichnet.

## Geschichte
Der Monte Urano wurde bereits in frühgeschichtlicher Zeit von Menschen aufgesucht. Davon zeugt eine etwa 500 m lange megalithische an seiner Westflanke die zwischen 700 und 301 v. Chr. errichtet wurde. Die Mauer ist im Durchschnitt um die 2 m dick und besteht aus großen Steinblöcken, die oberhalb der Mauer gebrochen wurden. Durchgänge lassen sich nicht eindeutig ausmachen. Hinter der zur Verteidigung errichteten Mauer wurde eine größere Anzahl von Tonscherben gefunden.

## Radsport
Aus östlicher Richtung führt die SP 9 von Raiano bis knapp unterhalb des Gipfels. Die 5,8 Kilometer lange Auffahrt weist dabei eine durchschnittliche Steigung von 8 % auf, wobei im oberen Bereich Kilometerschnitte von mehr als 12 % erreicht werden. Die Westauffahrt von Goriano Sicoli ist lediglich drei Kilometer an und steigt im Schnitt mit 4,7 % an.
Im Jahr 2005 wurde erstmals eine Bergwertung des Giro d’Italia auf der SP 9 unterhalb des Monte Urano abgenommen. Der Anstieg wurde damals von der anspruchsvolleren Ostseite befahren und galt als Bergwertung der 1. Kategorie, ehe es zur Zielankunft nach L’Aquila ging. José Rujano als erster Fahrer über den Scheitelpunkt.
Beim Giro d’Italia 2025 soll der Monte Urano im Rahmen der 7. Etappe erneut aus östlicher Richtung befahren werden, ehe es über den Valico della Forcella zur ersten Bergankunft nach Marsia geht. Auf der Kuppe wird diesmal eine Bergwertung der 2. Kategorie abgenommen.
| Jahr | Etappe    | Bergwertung  | Fahrer      | Auffahrt |
| ---- | --------- | ------------ | ----------- | -------- |
| 2005 | 5. Etappe | 1. Kategorie | José Rujano | Ost      |
| 2025 | 7. Etappe | 2. Kategorie |             | Ost      |